# Маша Распутіна
Ма́ша Распутіна (при народженні — А́лла Микола́ївна Агеєва; нар. 13 травня 1964, селище Інський (за іншими даними — село Уроп), Біловський район, Кемеровська область) — радянська та російська поп-співачка українського походження, яка випустила вісім студійних альбомів і співпрацювала, зокрема, з композиторами Олександром Лук'яновим, Максимом Дунаєвським, Аркадієм Укупніком і з поетом-пісенником Леонідом Дербеньовим. Підтримує путінський режим та війну Росії проти України.

## Життєпис
Алла Агеєва народилася 13 травня 1964 року в селі Уроп (за іншими даними — в селищі Інський) Біловського району Кемеровської області. Її батько — Микола Агеєв, працівник Біловської ГРЕС. Мати — Лідія Георгівна Агеєва (1932—1986), гідрогеологиня із Одеси, що приїхала до Сибіру з експедицією та залишилася жити там із чоловіком. У школі Алла навчалася добре, у 18 років, закінчивши школу, переїхала до Кемерова для отримання вищої освіти. У Кемерові Алла пробувала себе в різних професіях, і за півроку, визначившись із вибором, поступила до Кемеровського державного університету культури та мистецтв. Брат - Микола Миколайович Агеєв.

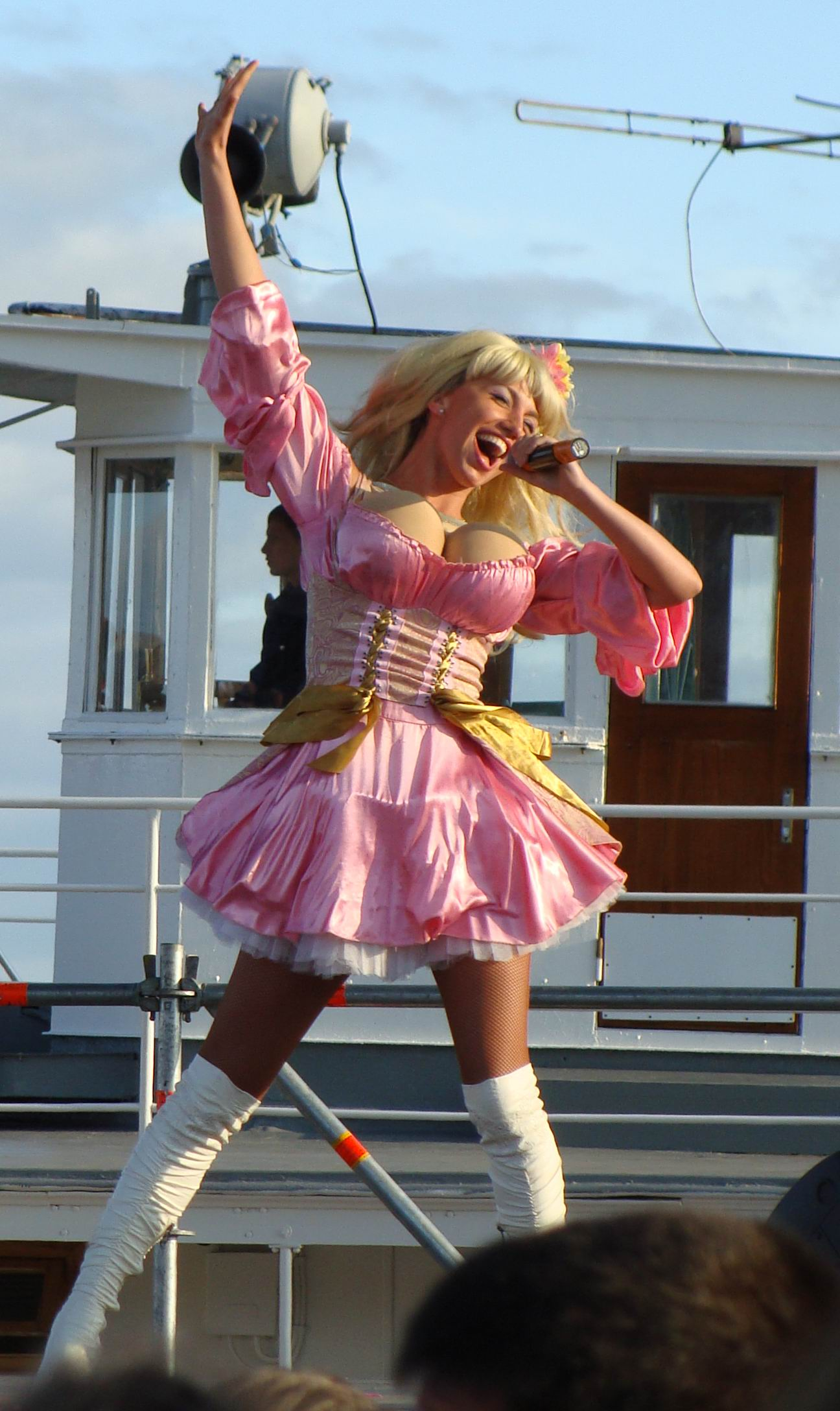
Пародія на Машу Распутіну (Аншлаг)

На вступних іспитах її зустрів педагог із вокалу з Тверського музичного училища, який запропонував їй вступати до його вишу. Алла поступила на диригентсько-хорове відділення училища Твері та закінчила його 1988 року.

### Музична кар'єра
Після закінчення музичного училища Алла Агеєва переїхала до Москви, де познайомилася з музикантами та записала свою першу пісню «Играй, музыкант» (укр. Грай, музико).
1989 року пісня стала хітом й отримала Гран-при фестивалю поп і рок-музики «Пхеньян 89». За порадою одного зі знайомих Алла Агеєва взяла псевдонім «Маша Распутіна», пояснюючи це тим, що Маша — традиційне російське ім'я, а прізвище Распутіна робить його з одного боку еротичнішим, з іншого — пов'язує його власника з одним із основоположників російського містицизму Григорієм Распутіним.

#### «Городская сумасшедшая»
Після виходу пісні в ефіри радіостанцій багато відомих авторів стали пропонувати співачці співпрацю. 1990 року Маша Распутіна стала лауреаткою рок-фестивалю «У році лише дівчата». Тими ж днями розпочалася її співпраця з Леонідом Дербеньовим, яка тривала аж до його смерті 1995 року.
1991 року Распутіна випустила дебютний альбом «Городская сумасшедшая» (укр. Міська божевільна), робота над яким тривала коло року. Деякі пісні альбому торкалися тем, які вважалися забороненими (наприклад, у пісні «Кооператив» (укр. Кооператив) — про продажне життя бюрократів: «Период был, будь здоров — союз фальшивых вождей и настоящих воров!»; укр. Період був, будь здоровий — союз фальшивих вождів і справжніх злодіїв). Також до альбому увійшли ще дві пісні-хіта «Гималаи» (укр. Гімалаї) та «Кружит Музыка» (укр. Кружляє музика), що багато в чому забезпечило успіх платівки. Багато хто відзначив, що образ героїні Распутіної — бунтарки зі глухої провінції — личить зовнішності співачки.

#### «Я родилась в Сибири»
Провівши кілька концертів на підтримку першого альбому, Распутіна дебютувала на «Пісні року» та незабаром випустила другий студійний альбом «I Was Born in Siberia» (укр. Я народилась у Сибіру). Попри англомовну назву, альбом не зміг забезпечити їй прорив на міжнародній поп-сцені, хоча й приніс певну популярність серед російськомовного населення США та Європи.
Альбом отримав позитивні відгуки критиків, які відзначили якісні аранжування, що відповідали вимогам музичної моди. Змінилося звучання: якщо в дебютному альбомі воно було «холодним», то у другому звук став «живішим». Також, як і в попередньому альбомі, тут було порушено тему нелегкої долі російської жінки. Найпопулярнішими піснями платівки стали «Я родилась в Сибири» (укр. Я народилась у Сибіру) та «На белом Мерседесе» (укр. На білому Мерседесі). У відеокліпі до другої з них знявся Філіп Кіркоров, співпрацю з яким співачка не раз поновлювала згодом.

#### «Синий понедельничек»
1994 року вийшов третій (і перший, випущений у форматі CD) альбом Маші Распутіної «Синий понедельничек» (укр. Синій понеділочок). Відрізнявшись жанровим розмаїттям, він містив, поряд із ліричними, жартівливі та патріотичні пісні. Цього ж року Распутіна знялася для журналу «Penthouse».
Крім Дербеньова Маша багато спілкується з Юрієм Нікуліним, В'ячеславом Добриніним, Левом Лещенком і Володимиром Винокуром. Альбом мав успіх, а заголовний трек став хітом.

#### «Я Была на Венере»
1996 року співачка записала та випустила новий альбом «Я была на Венере» (укр. Я була на Венері), витриманий у яскравих танцювальних ритмах; сюди було включено й пісню «Ах, Одесса» (укр. Ах, Одеса), написану самою співачкою. Популярними стали заголовна композиція, а також пісня «Хулиганчики (Ой, мама, ой)» (укр. Хуліганчики (Ой, мама, ой)).
Наступний альбом, випущений 1998 року, «Ты меня не буди» (укр. Ти мене не буди), користувався успіхом, при цьому найпопулярнішими виявилися заголовна композиція, а також танцювальна пісня «Ты упал с Луны» (укр. Ти впав із Місяця). Пісні альбому, основною для якого стала тема кохання, вперше зазвучали в FM-ефірі. Після одруження 1999 року та народження дочки рік потому Распутіна різко скоротила, а потім і взагалі припинила концертну діяльність.

#### Нове тисячоліття
2000 року, незабаром після народження дочки, вийшов новий альбом Маші Распутіної «Поцелуй меня при всех» (укр. Поцілуй мене при всіх), який співачка записала ще бувши вагітною. Рецензенти відзначили, що тексти пісень тут стали сексуальнішими, так само, як і образи співачки. На початку цього ж року, після показу кліпу «Платье из роз» (укр. Сукня зі троянд), одне з американських видань[яке?] назвало Распутіну найсексуальнішою російською співачкою за останнє десятиріччя.
2001 року після виходу диску «Живи, Страна!» (укр. Живи, Країно!; складеного переважно з ліричних композицій і, можливо, найменш успішного в її репертуарі) на три року Маша Распутіна пішла зі сцени та майже не давала інтерв'ю.
Повернення відбулося багато в чому завдяки дуету з Філіпом Кіркоровим — пісні «Роза чайная» (укр. Роза чайна; стилізованій під хай-енерджі), а також однойменному відеокліпу, в якому Маша Распутіна постала в образі фаворитки французького короля Людовика XIV, роль якого виконав Кіркоров, Анжеліки де Фонтанж. Вважається, що саме успіх цієї пісні забезпечив Маші Распутіній статус російської суперзірки.
Другий дует із Ф. Кіркоровим, «Мечты» (укр. Мрії), усталив популярність Распутіної, яка постала у кліпі в образі діви на тлі напису «Hollywood», виконаного на скотчі, що оточує простір, де знаходиться співачка. Насичена промокампанія, що проводилася спільно з Кіркоровим, а також багато концертів забезпечили новому альбому «Роза чайная» (укр. Роза чайна) популярність у Росії та пострадянських країнах.
У квітні 2003 року Алла Пугачова подарувала Маші Распутіній свою пісню «Синяя птица» (укр. Синій птах). Проведений у квітні концерт у Санкт-Петербурзі, де відбулася прем'єра пісні, став першим сольним виступом співачки після трирічної перерви.
2004 року вийшов хіт «Мосты» (укр. Мости), написаний Ігорем Ніколаєвим й Ігорем Крутим. У Санкт-Петербурзі зняли кліп на цю пісню: чорно-білий ролик про трагічну історію кохання та розлуки.
2007 року співачка взяла участь у телепроєкті Першого каналу «Дві зірки», де виступила в парі з телеведучим Андрієм Малаховим. Того ж року відбулася прем'єра жартівливого шлягеру «Прощай» (укр. Прощавай), знову виконаного в дуеті з Кіркоровим.
У лютому 2008 року Маша Распутіна провела успішний гастрольний тур містами та селами Московської області. Турне тривало в США, де співачка виступила, зокрема, в Маямі та Нью-Йорку. В березні 2008 року вийшла збірка «Маша Распутіна. The Best», куди увійшов і новий хіт співачки «Развод» (укр. Розлучення).
У квітні 2015 року Распутіна представила пісню «Когда мы вместе» (укр. Коли ми разом) поета Іллі Рєзніка та композитора Кая Метова, присвячену президентові Росії Володимиру Путіну.

## Особисте життя
- Перший чоловік — Володимир Єрмаков[10] (1944—2017) — перший продюсер Маші Распутіної[11][12]
  - Дочка — Лідія Володимирівна Єрмакова (нар. 1985)
- Другий чоловік (з 1999) — Віктор Євстафійович Захаров (нар. 1955)[13][1][14], бізнесмен і продюсер.[7]
  - Дочка — Марія Вікторівна Захарова (нар. 8 вересня 2000)[15]

## Дискографія
- 1991 — Городская сумасшедшая[16]
- 1993 — Я родилась в Сибири
- 1994 — Синий понедельничек
- 1995 — Маша Распутина (Сингл)
- 1996 — Я была на Венере
- 1998 — Ты меня не буди
- 2000 — Поцелуй меня при всех
- 2001 — Живи, страна!
- 2003 — Роза чайная
- 2008 — Маша Распутина. The Best

## Відеографія
- 1989 — Играй, музыкант![17]
- 1989 — Городская сумасшедшая
- 1989 — Я и ты
- 1990 — Я останусь с тобой
- 1990 — Клава
- 1991 — Тараканы
- 1991 — Белый Мерседес
- 1993 — Шарманщик
- 1995 — Беспутная
- 1995 — Ах, Одесса
- 1996 — Хулиганчики
- 1998 — Ты упал с луны
- 1998 — Ты меня не буди
- 1999 — Платье из роз
- 2003 — Дождь сумасшедший
- 2003 — Роза чайная
- 2003 — Мечта (режисер Ірина Міронова[ru])
- 2004 — Мосты
- 2005 — Джалма (режисер Ірина Міронова[ru])

### Участь у кліпах інших виконавців
- 1990 — Магдалена (Філіп Кіркоров)

## Фільмографія
- 1990 — «Підземелля відьом» (режисер Юрій Мороз) — виконавиця фінальної пісні фільму «Я и Ты» (музика Максим Дунаєвський, слова Леонід Дербеньов). Пісня увійшла до дебютного альбому «Городская сумасшедшая»